# Adelgunde Marie van Beieren

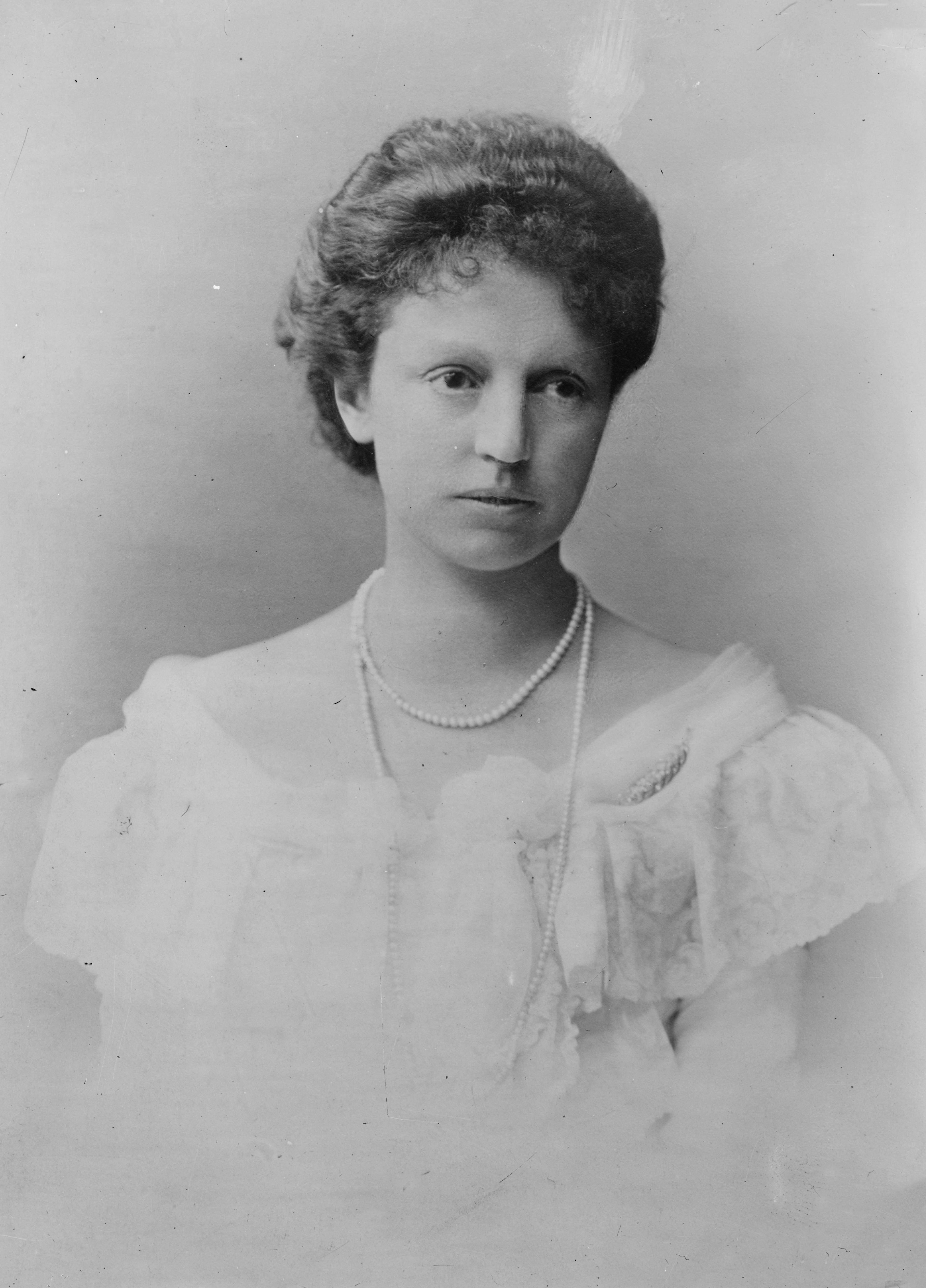
Adelgunde Marie van Beieren

Adelgunde Marie Augusta Thersia van Beieren (Lindau, 17 oktober 1870 - Sigmaringen, 4 januari 1958) was een Beierse prinses uit het huis Wittelsbach.
Zij was de eerste dochter en het tweede kind van koning Lodewijk III en diens vrouw Maria Theresia Henriëtte van Oostenrijk-Este.
Zelf trouwde ze op 20 januari 1915 met Willem van Hohenzollern, die zes jaar daarvoor weduwnaar was geworden en die al drie kinderen had.
- Gemeinsame Normdatei: 116957352
- International Standard Name Identifier: 0000 0000 0904 5839
- Virtual International Authority File: 10610799